# Drăgușeni, Hîncești
Drăgușeni este un sat din cadrul comunei Bobeica din raionul Hîncești, Republica Moldova.

## Demografie

### Structura etnică
Structura etnică a localității conform recensământului populației din 2004:
| Grup etnic                                               | Populație | % Procentaj  |
| -------------------------------------------------------- | --------- | ------------ |
| Băștinași declarați Moldoveni Băștinași declarați Români | 1277 6    | 99,30% 0,47% |
| Ruși                                                     | 2         | 0,16%        |
| Ucraineni                                                | 1         | 0,08%        |
| Total                                                    | 1286      |              |